# Ooencyrtus pantnagarensis
Ooencyrtus pantnagarensis är en stekelart som beskrevs av Sushil och Muhammad Sharif Khan 1995. Ooencyrtus pantnagarensis ingår i släktet Ooencyrtus och familjen sköldlussteklar. Inga underarter finns listade i Catalogue of Life.